# Bojan Jokić
Bojan Jokić (* 17. Mai 1986 in Kranj, SFR Jugoslawien) ist ein slowenischer Fußballspieler. Seit Februar 2017 steht der Verteidiger beim russischen Erstligisten FK Ufa unter Vertrag.

## Karriere

### Verein
Jokić begann 2003 in seinem Heimatort bei ND Triglav Kranj seine Profikarriere als Fußballer. Schon zuvor spielte er für den Nachwuchsbereich des Klubs. Nachdem er sich im Team eingefügt hatte, entwickelte sich Jokić zum Stammspieler. Nach zwei persönlich guten Jahren wechselte er zum Erstligisten ND Gorica, mit dem er in seiner ersten Saison die Meisterschaft und im Jahr darauf die Vizemeisterschaft feierte. So konnte sich der Slowene erstmals auch auf internationaler Bühne präsentieren. In der Qualifikation zur UEFA Champions League verpasste man jedoch zweimal die Teilnahme. Von Anfang an war Jokić Leistungsträger im Team. im Sommer 2007 wechselte er schließlich ins Ausland zum französischen Vertreter FC Sochaux. Bei den Franzosen hatte es der Linksverteidiger wesentlich schwerer sich durchzusetzen, als in seiner slowenischen Heimat. Zwar stand er in den ersten Spielen seit seinem Wechsel oft in der Startformation, hatte dann aber Probleme, als er zwischen dem siebten und zweiundzwanzigsten Spieltag auf nur einen weiteren Einsatz kam. In der Folgesaison kam Jokić zu mehr Partien. Erst 2009/10 baute Trainer Francis Gillot wieder weniger auf den Defensivspieler. Aus diesem Grund entschieden sich Verein und Spieler in der Winterpause zu einem Leihgeschäft mit dem italienischen Klub Chievo Verona. Sein Debüt in der Serie A gab Jokić dann am 28. Februar 2010 im Heimspiel gegen Cagliari Calcio, als er in der 90. Minute für Sergio Pellissier eingewechselt wurde. Einen Stammplatz konnte er sich bis zum Saisonende jedoch nicht erkämpfen.

### Nationalmannschaft
Seit 2006 gehört Jokić der Nationalmannschaft Sloweniens an. Sein bisher einziges Tor erzielte er im Freundschaftsspiel beim 4:1-Sieg gegen Katar am 3. März 2010. Im Mai 2010 nominierte ihn Nationaltrainer Matjaž Kek für den Kader zur Weltmeisterschaft 2010 in Südafrika, nachdem sich das Team über Qualifikation und Relegation qualifiziert hatte. In den zehn entscheidenden Spielen zur Qualifikation wurde Jokić siebenmal eingesetzt. Bei der WM selbst bestritt Jokić alle drei Vorrundenspiele.